# Paavo Hietala
Paavo Iisakki Hietala (ur. 26 września 1919 w Lapui, zm. 18 września 1984 tamże) – fiński zapaśnik walczący w stylu wolnym. Olimpijczyk z Londynu 1948, gdzie zajął czwarte miejsce w kategorii do 62 kg.
Brązowy medalista mistrzostw Europy w 1946 roku.
Mistrz Finlandii w 1946, 1947, 1948 i 1950; drugi w 1943; trzeci w 1949 i 1951 w stylu wolnym. Pierwszy w 1947 i 1948; drugi w 1945 i 1946, w stylu klasycznym.

## Letnie Igrzyska Olimpijskie 1948
| Konkurencja      | Rundy eliminacyjne  | Rundy eliminacyjne    | Rundy eliminacyjne | Rundy eliminacyjne | Rundy eliminacyjne     | Klas. końcowa |
| Konkurencja      | Przeciwnik I        | Przeciwnik II         | Przeciwnik III     | Przeciwnik IV      | Przeciwnik V           | Miejsce       |
| ---------------- | ------------------- | --------------------- | ------------------ | ------------------ | ---------------------- | ------------- |
| 62 kg styl wolny | Ivar Sjölin (SWE) P | Marco Gavelli (ITA) Z | José López (CUB) Z | wolny los          | Gazanfer Bilge (TUR) P | 4.            |